# Gran Premio de Aragón de Motociclismo de 2016
El Gran Premio de Aragón de Motociclismo de 2016 (oficialmente Gran Premio Movistar  de Aragón) fue la decimocuarta prueba del Campeonato del Mundo de Motociclismo de 2016. Tuvo lugar en el fin de semana del 23 al 25 de septiembre de 2016 en el MotorLand Aragón, situado en la localidad de Alcañiz, en Aragón, España.
La carrera de MotoGP fue ganada por Marc Márquez, seguido de Jorge Lorenzo y Valentino Rossi. Sam Lowes fue el ganador de la prueba de Moto2, por delante de Álex Márquez y Franco Morbidelli. La carrera de Moto3 fue ganada por Jorge Navarro, Brad Binder fue segundo y Enea Bastianini tercero.

## Resultados

### Resultados MotoGP
Andrea Iannone fue reemplazado por Michele Pirro después de la primera práctica libre.
Jack Miller, que no corrió en Misano, optó por no correr esta carrera. Nicky Hayden rodó para el Marc VDS en lugar de Miller.
| Pos.    | N.º | Piloto           | Constructor | Vueltas | Tiempo       | Parrilla | Puntos |
| ------- | --- | ---------------- | ----------- | ------- | ------------ | -------- | ------ |
| 1       | 93  | Marc Márquez     | Honda       | 23      | 41:57.678    | 1        | 25     |
| 2       | 99  | Jorge Lorenzo    | Yamaha      | 23      | +2.740       | 3        | 20     |
| 3       | 46  | Valentino Rossi  | Yamaha      | 23      | +5.983       | 6        | 16     |
| 4       | 25  | Maverick Viñales | Suzuki      | 23      | +8.238       | 2        | 13     |
| 5       | 35  | Cal Crutchlow    | Honda       | 23      | +13.221      | 5        | 11     |
| 6       | 26  | Dani Pedrosa     | Honda       | 23      | +17.072      | 7        | 10     |
| 7       | 41  | Aleix Espargaró  | Suzuki      | 23      | +18.522      | 8        | 9      |
| 8       | 44  | Pol Espargaró    | Yamaha      | 23      | +19.432      | 11       | 8      |
| 9       | 19  | Álvaro Bautista  | Aprilia     | 23      | +23.071      | 14       | 7      |
| 10      | 6   | Stefan Bradl     | Aprilia     | 23      | +27.898      | 12       | 6      |
| 11      | 4   | Andrea Dovizioso | Ducati      | 23      | +32.448      | 4        | 5      |
| 12      | 51  | Michele Pirro    | Ducati      | 23      | +35.033      | 17       | 4      |
| 13      | 8   | Héctor Barberá   | Ducati      | 23      | +36.224      | 13       | 3      |
| 14      | 50  | Eugene Laverty   | Ducati      | 23      | +37.621      | 16       | 2      |
| 15      | 69  | Nicky Hayden     | Honda       | 23      | +40.509      | 19       | 1      |
| 16      | 68  | Yonny Hernández  | Ducati      | 23      | +43.906      | 15       |        |
| 17      | 9   | Danilo Petrucci  | Ducati      | 23      | +56.740      | 9        |        |
| 18      | 76  | Loris Baz        | Ducati      | 23      | +59.681      | 20       |        |
| 19      | 45  | Scott Redding    | Ducati      | 23      | +1:34.126    | 10       |        |
| Ret     | 53  | Esteve Rabat     | Honda       | 16      | Caída        | 18       |        |
| DNS     | 22  | Alex Lowes       | Yamaha      |         | No participó |          |        |
| Fuente: |     |                  |             |         |              |          |        |

- Alex Lowes fue declarado no apto para iniciar la carrera debido a una lesión en el pie sufrida en un Caída durante los entrenamientos libres del sábado.

### Resultados Moto2
| Pos.    | N.º | Piloto              | Constructor | Vueltas | Tiempo    | Parrilla | Puntos |
| ------- | --- | ------------------- | ----------- | ------- | --------- | -------- | ------ |
| 1       | 22  | Sam Lowes           | Kalex       | 21      | 40:00.885 | 1        | 25     |
| 2       | 73  | Álex Márquez        | Kalex       | 21      | +3.289    | 2        | 20     |
| 3       | 21  | Franco Morbidelli   | Kalex       | 21      | +3.321    | 8        | 16     |
| 4       | 12  | Thomas Lüthi        | Kalex       | 21      | +5.181    | 7        | 13     |
| 5       | 30  | Takaaki Nakagami    | Kalex       | 21      | +10.722   | 3        | 11     |
| 6       | 40  | Álex Rins           | Kalex       | 21      | +12.164   | 13       | 10     |
| 7       | 7   | Lorenzo Baldassarri | Kalex       | 21      | +12.385   | 6        | 9      |
| 8       | 5   | Johann Zarco        | Kalex       | 21      | +12.612   | 5        | 8      |
| 9       | 24  | Simone Corsi        | Speed Up    | 21      | +14.004   | 11       | 7      |
| 10      | 94  | Jonas Folger        | Kalex       | 21      | +18.164   | 4        | 6      |
| 11      | 19  | Xavier Siméon       | Speed Up    | 21      | +22.413   | 17       | 5      |
| 12      | 54  | Mattia Pasini       | Kalex       | 21      | +22.671   | 10       | 4      |
| 13      | 11  | Sandro Cortese      | Kalex       | 21      | +22.909   | 14       | 3      |
| 14      | 55  | Hafizh Syahrin      | Kalex       | 21      | +23.437   | 12       | 2      |
| 15      | 23  | Marcel Schrötter    | Kalex       | 21      | +25.293   | 16       | 1      |
| 16      | 49  | Axel Pons           | Kalex       | 21      | +25.828   | 9        |        |
| 17      | 97  | Xavi Vierge         | Tech 3      | 21      | +26.404   | 20       |        |
| 18      | 4   | Steven Odendaal     | Kalex       | 21      | +26.525   | 18       |        |
| 19      | 87  | Remy Gardner        | Kalex       | 21      | +30.341   | 25       |        |
| 20      | 2   | Jesko Raffin        | Kalex       | 21      | +30.438   | 22       |        |
| 21      | 60  | Julián Simón        | Speed Up    | 21      | +30.505   | 15       |        |
| 22      | 77  | Dominique Aegerter  | Kalex       | 21      | +41.767   | 19       |        |
| 23      | 45  | Tetsuta Nagashima   | Kalex       | 21      | +42.019   | 21       |        |
| 24      | 57  | Edgar Pons          | Kalex       | 21      | +42.058   | 23       |        |
| 25      | 10  | Luca Marini         | Kalex       | 21      | +45.444   | 27       |        |
| 26      | 14  | Ratthapark Wilairot | Kalex       | 21      | +45.629   | 29       |        |
| 27      | 70  | Robin Mulhauser     | Kalex       | 21      | +55.886   | 24       |        |
| 28      | 32  | Isaac Viñales       | Tech 3      | 21      | +55.889   | 30       |        |
| 29      | 52  | Danny Kent          | Kalex       | 20      | +1 vuelta | 28       |        |
| Ret     | 89  | Alan Techer         | NTS         | 7       | Caída     | 26       |        |
| WD      | 44  | Miguel Oliveira     | Kalex       |         | Retirado  |          |        |
| Fuente: |     |                     |             |         |           |          |        |

- Miguel Oliveira sufrió una fractura de clavícula después de ser chocado por Franco Morbidelli durante la práctica libre del viernes.

### Resultados Moto3
| Pos.    | N.º | Piloto                  | Constructor | Vueltas | Tiempo    | Parrilla | Puntos |
| ------- | --- | ----------------------- | ----------- | ------- | --------- | -------- | ------ |
| 1       | 9   | Jorge Navarro           | Honda       | 20      | 39:56.973 | 2        | 25     |
| 2       | 41  | Brad Binder             | KTM         | 20      | +0.030    | 5        | 20     |
| 3       | 33  | Enea Bastianini         | Honda       | 20      | +0.107    | 1        | 16     |
| 4       | 4   | Fabio Di Giannantonio   | Honda       | 20      | +0.162    | 12       | 13     |
| 5       | 36  | Joan Mir                | KTM         | 20      | +1.724    | 24       | 11     |
| 6       | 88  | Jorge Martín            | Mahindra    | 20      | +1.903    | 10       | 10     |
| 7       | 44  | Arón Canet              | Honda       | 20      | +1.979    | 3        | 9      |
| 8       | 19  | Gabriel Rodrigo         | KTM         | 20      | +3.008    | 7        | 8      |
| 9       | 58  | Juan Francisco Guevara  | KTM         | 20      | +3.101    | 14       | 7      |
| 10      | 65  | Philipp Öttl            | KTM         | 20      | +3.559    | 4        | 6      |
| 11      | 16  | Andrea Migno            | KTM         | 20      | +3.594    | 13       | 5      |
| 12      | 20  | Fabio Quartararo        | KTM         | 20      | +6.883    | 6        | 4      |
| 13      | 17  | John McPhee             | Peugeot     | 20      | +9.742    | 16       | 3      |
| 14      | 23  | Niccolò Antonelli       | Honda       | 20      | +9.758    | 22       | 2      |
| 15      | 64  | Bo Bendsneyder          | KTM         | 20      | +9.776    | 9        | 1      |
| 16      | 21  | Francesco Bagnaia       | Mahindra    | 20      | +9.931    | 19       |        |
| 17      | 55  | Andrea Locatelli        | KTM         | 20      | +13.358   | 15       |        |
| 18      | 11  | Livio Loi               | Honda       | 20      | +13.645   | 34       |        |
| 19      | 95  | Jules Danilo            | Honda       | 20      | +18.776   | 18       |        |
| 20      | 76  | Hiroki Ono              | Honda       | 20      | +22.193   | 8        |        |
| 21      | 24  | Tatsuki Suzuki          | Mahindra    | 20      | +22.800   | 23       |        |
| 22      | 89  | Khairul Idham Pawi      | Honda       | 20      | +30.459   | 27       |        |
| 23      | 7   | Adam Norrodin           | Honda       | 20      | +30.749   | 26       |        |
| 24      | 12  | Albert Arenas           | Peugeot     | 20      | +36.510   | 20       |        |
| 25      | 48  | Lorenzo Dalla Porta     | KTM         | 20      | +43.028   | 11       |        |
| 26      | 40  | Darryn Binder           | Mahindra    | 20      | +43.441   | 25       |        |
| 27      | 42  | Marcos Ramírez          | Mahindra    | 20      | +43.478   | 31       |        |
| 28      | 6   | María Herrera           | KTM         | 20      | +1:10.624 | 21       |        |
| 29      | 77  | Lorenzo Petrarca        | Mahindra    | 20      | +1:14.198 | 30       |        |
| 30      | 18  | Gabriel Martínez-Ábrego | Mahindra    | 20      | +1:45.935 | 32       |        |
| Ret     | 43  | Stefano Valtulini       | Mahindra    | 9       | Retirado  | 29       |        |
| Ret     | 8   | Nicolò Bulega           | KTM         | 0       | Caída     | 17       |        |
| Ret     | 84  | Jakub Kornfeil          | Honda       | 0       | Caída     | 28       |        |
| Ret     | 3   | Fabio Spiranelli        | Mahindra    | 0       | Caída     | 33       |        |
| Fuente: |     |                         |             |         |           |          |        |